# Erica obliqua
Erica obliqua är en ljungväxtart som beskrevs av William Aiton. Erica obliqua ingår i släktet klockljungssläktet, och familjen ljungväxter. Inga underarter finns listade i Catalogue of Life.